# André the Giant
André the Giant, właśc. André René Roussimoff (ur. 19 maja 1946 w Coulommiers, zm. 27 stycznia 1993 w Paryżu) – francuski wrestler i aktor znany ze swojego wysokiego wzrostu i dużej masy spowodowanych gigantyzmem. Do 1987 WWE kreowało go na jedynego niepokonanego wrestlera w całej swojej karierze.
Jako wrestler zadebiutował w 1964. W świecie wrestlingu najbardziej znany był dzięki rywalizacji z Hulkiem Hoganem, której punktem kulminacyjnym była walka na WrestleManii III. André był jednokrotnym posiadaczem WWE World Heavyweight Championship oraz WWE Tag Team Championship. W 1993 został pierwszym wrestlerem wprowadzonym do galerii sławy federacji WWE – Hall of Fame.
Jego wzrost (224 cm) był wynikiem gigantyzmu, choroby spowodowanej nadmierną ilością hormonu wzrostu, która później przerodziła się w akromegalię. Swojemu wzrostowi zawdzięczał przydomek na ringu – „Eighth Wonder of the World” (ósmy cud świata).

## Dzieciństwo
André Roussimoff urodził się w Coulommiers, choć część źródeł błędnie podaje Grenoble. Był trzecim dzieckiem pary migrantów – Bułgara Borisa i Polki Marianne (Marianna) Rousimoff. Jako dziecko nazywano go „Dédé”. Objawy gigantyzmu u chłopca pojawiły się wcześnie; w wieku 12 lat André mierzył 191 cm i ważył 94 kg. Był jedynym chorującym na gigantyzm dzieckiem Roussimoffów. Nie mieścił się w szkolnym autobusie; do szkoły podwoził go jego sąsiad – dramaturg i przyszły noblista Samuel Beckett. W wolnym czasie grywał w piłkę nożną, zazwyczaj na pozycji bramkarza. Mimo dobrych wyników w nauce, Roussimoff porzucił szkołę po ukończeniu ósmej klasy, by móc pomagać w pracy na rodzinnej farmie. Zajmował się też stolarstwem, a także pracował w fabryce produkującej kombajny.

## Kariera wrestlera

### Początki kariery
W wieku 17 lat Roussimoff wyjechał do Paryża, gdzie wkrótce rozpoczął treningi wrestlerskie. W międzyczasie dorabiał organizując przeprowadzki. Roussimoff otrzymał pseudonim ringowy „Géant Ferré” (od francuskiego herosa Granda Ferré) i zaczął walczyć na paryskich ringach. W 1966 poznał kanadyjskiego wrestlera i promotora Franka Valois, który wkrótce stał się jego doradcą i menedżerem. Pod koniec lat 60. Roussimoff występował w Wielkiej Brytanii, Niemczech, Australii, Nowej Zelandii, a także w krajach afrykańskich.
W 1970 zadebiutował jako „Monster Roussimoff” w japońskiej federacji International Wrestling Enterprise. Występował zarówno w walkach solowych, jak i drużynowych, a wkrótce – wraz z Michaelem Nadorem – zdobył mistrzostwa drużynowe. Walcząc w Japonii Roussimoff dowiedział się, że choruje na akromegalię.
Roussimoff wyjechał do Montrealu w Kanadzie, gdzie regularnie walczył w Montreal Forum. Wkrótce zabrakło przeciwników dla giganta, co spowodowało spadek liczby odwiedzających arenę. W 1971 Roussimoff został pokonany przez Adnana Al-Kaissie. W 1972 kilkukrotnie zawalczył dla American Wrestling Association (AWA) Verne’a Gagne’a, a także poznał założyciela World Wide Wrestling Federation (WWWF) – Vince’a McMahona Sr., z którym niedługo później rozpoczął współpracę. Wkrótce przyjął pseudonim ringowy „André The Giant” i zaczął podróżować po całym świecie, występując dla różnych organizacji, co miało zapobiec nadmiernemu eksponowaniu giganta w jednym miejscu.

### World Wide Wrestling Federation / World Wrestling Federation

#### Seria zwycięstw (1973–1987)

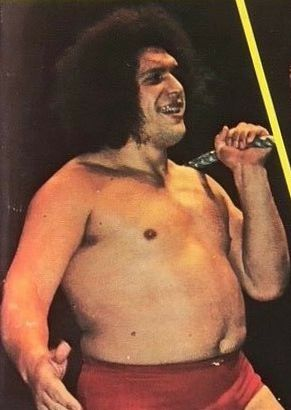
André the Giant w 1975 roku

26 marca 1973 André zadebiutował w World Wide Wrestling Federation (WWWF, późniejsze World Wrestling Federation) jako face; w swojej debiutanckiej walce w nowojorskim Madison Square Garden pokonał Buddy’ego Wolfe’a. Przez lata 70. i wczesne lata 80. André był jednym z najbardziej wspieranych przez publikę wrestlerów WWF. Przez to utarło się stwierdzenie, często powtarzane przez Gorillę Monsoona, że przed WrestleManią III André nie przegrał żadnej walki, prowadząc 15-letnią serię zwycięstw. Jednakże gigant dwukrotnie przegrał czysto w starciach stoczonych poza WWF: w 1984 roku przegrał pojedynek z El Canekiem, natomiast w 1986 poddał walkę przeciwko Antonio Inokiemu.
W 1976 roku André zmierzył się z bokserem Chuckiem Wepnerem w niewyreżyserowanym pojedynku. Walka transmitowana była za pośrednictwem telewizji i była jednym ze starć poprzedzających pojedynek Muhammada Alego z Antonio Inokim. Zakończyła się, gdy André chwycił Wepnera i wyrzucił go z ringu ponad górną liną.
W latach 1980–1983 rywalizował z Hulkiem Hoganem, przy czym (w przeciwieństwie do ich rywalizacji w późnych latach 80.) André odgrywał rolę protagonisty, zaś Hogan – antagonisty. Po wygranej przez olbrzyma walce w Shea Stadium, Hogan wykonał na nim body slam. Ich rywalizacja kontynuowana była w Japonii, gdzie ich role się zamieniły, a do feudu dołączył także Antonio Inoki. W 1981 André wdał się w rywalizację z Killer Khanem. Oficjalnie, Khan złamał kostkę olbrzyma podczas ich walki, 2 maja 1981, zeskakując wprost na nogę przeciwnika z górnej liny. W rzeczywistości, André złamał kostkę wstając z łóżka rano tego samego dnia. Kontuzja stała się częścią scenariusza, prowadzącego do walki rewanżowej – ta odbyła się 20 lipca i zakończyła się podwójną dyskwalifikacją. 14 listopada André pokonał Khana w Mongolian Stretcher matchu (odmiana Stretcher matchu). W następnym roku rywale kilkukrotnie zawalczyli dla japońskich federacji.
W 1984 André podpisał stały kontrakt z Vince’em McMahonem Jr. – nowym właścicielem World Wide Wrestling Federation. McMahon pozwolił mu jednak pracować także dla New Japan Pro-Wrestling (NJPW).
Kolejną ważną rywalizacją André był toczony w połowie lat 80. feud z Big John Studdem. Rywale walczyli ze sobą dla federacji z różnych krajów, próbując ustalić, który z nich jest najlepszym gigantem wrestlingu. W 1984 Studd i Ken Patera znokautowali André podczas transmitowanej walki drużynowej, po czym obcięli mu włosy. Wkrótce André wymierzył sprawiedliwość na Paterze, zaś ze Studdem zmierzył się w „body slam challenge’u” podczas pierwszej WrestleManii, 31 marca 1985 w nowojorskim Madison Square Garden. André wykonał body slam na Studdzie, wygrywając nagrodę 15 000 dolarów amerykańskich. Po walce André zaczął rozrzucać pieniądze w stronę publiczności; ostatecznie torba z pieniędzmi została mu zabrana przez menedżera Studda – Bobby’ego „The Braina” Heenana.
Rok później, na WrestleManii 2, André wygrał dwudziestoosobowy Battle Royal, w którym udział wzięły gwiazdy National Football League oraz inni wrestlerzy. Ostatnim wyeliminowanym przez André uczestnikiem walki był Bret Hart.

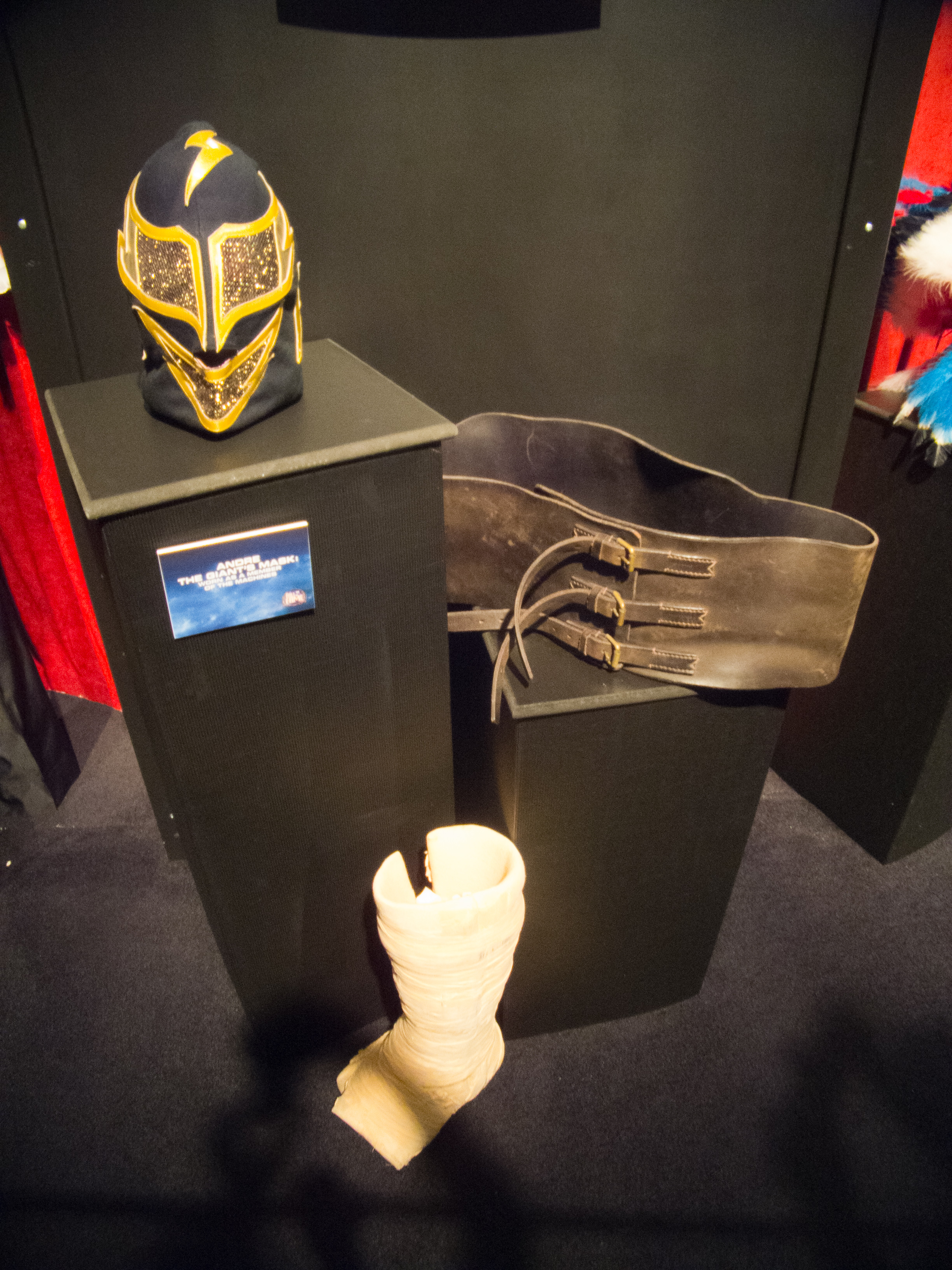
Elementy stroju André the Gianta z czasów gdy był częścią drużyny The Machines

Po WrestleManii André wznowił swoją rywalizację ze Studdem i King Kong Bundym. Wkrótce poprosił o przerwę od akcji w ringu, aby móc polepszyć nieco swój stan zdrowia i rozpocząć tournee po Japonii. Aby wyjaśnić nieobecność olbrzyma w programach telewizyjnych WWF, Bobby Heenan wyzwał André i partnera jego wyboru do drużynowej walki przeciwko Studdowi i Bundy’emu. André nie odpowiedział na wyzwanie, toteż dyrektor WWF w kayfabe Jack Tunney zawiesił olbrzyma na czas nieokreślony. André powrócił do Stanów Zjednoczonych w lecie 1986, zaczął nosić maskę, stał się częścią stajni The Machines i na potrzeby scenariusza zmienił pseudonim ringowy na „Giant Machine”. WWF twierdziło, że The Machines było nowym tag teamem z Japonii i że nikt nie zna prawdziwych tożsamości jej członków, choć dla fanów i Bobby’ego Heenana oczywistym było, że pod maską Giant Machine skrywa się André. Dręczony ciągłymi skargami Heenana Jack Tunney obiecał, że jeśli Heenan udowodni mu, iż André i Giant Machine to rzeczywiście ta sama osoba, ten zwolni olbrzyma. W późnym 1986 pozbyto się gimmicku Giant Machine i przywrócono pierwotny wizerunek André.

#### Mistrz WWF (1987–1989)

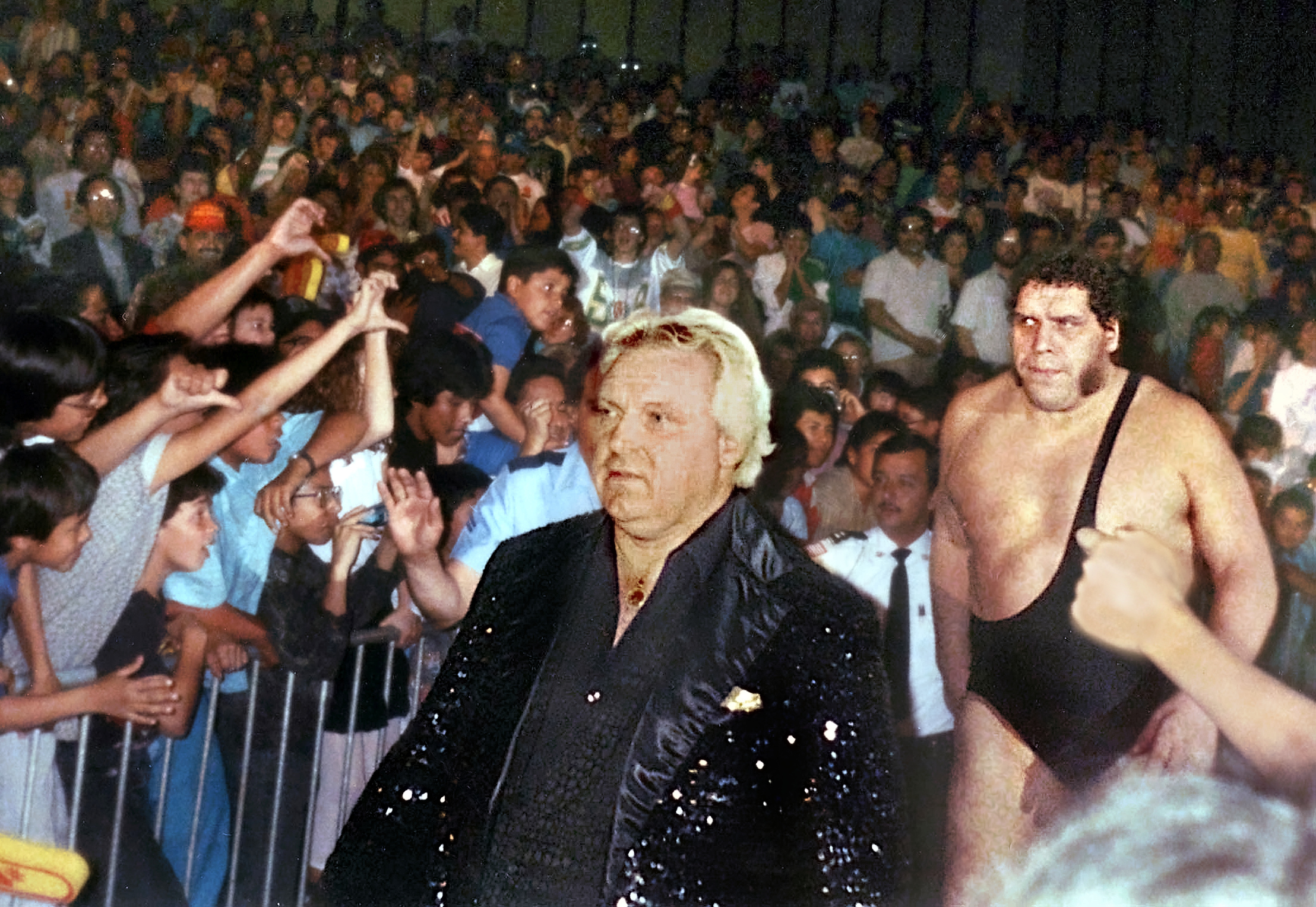
André the Giant (z prawej) wchodzący na ring w towarzystwie swojego menedżera Bobby’ego Heenana (z lewej)

Brązowa statua André the Gianta odsłonięta na pierwszym konwencie WrestleMania Axxess w 2013
We wczesnym 1987 André stał się antagonistą i rozpoczął rywalizację z największym face’em WWF – Hulkiem Hoganem. Na jednym ze styczniowych Piper’s Pit Hogan otrzymał sporych rozmiarów trofeum w nagrodę za bronienie WWF World Heavyweight Championship przez ponad 3 lata. André pogratulował Hoganowi, a tydzień później sam otrzymał nieco mniejsze trofeum za bycie jedynym niepokonanym wrestlerem w historii. Hogan podszedł do udzielającego wywiadu André by mu pogratulować, po czym sam zaczął odpowiadać na pytania i stał się punktem centralnym wywiadu. Wyraźnie zirytowany gigant nagle wyszedł podczas przemowy Hogana. 7 lutego, na kolejnym Piper’s Pit odbyła się debata między Hoganem a André i jego nowym menedżerem – Bobbym Heenanem. Heenan oskarżył Hogana o bycie fałszywym przyjacielem giganta, zaś sam André wyzwał mistrza na pojedynek na WrestleManii III, po czym chwycił go i rozerwał mu koszulkę.
W kolejnym tygodniu Hogan i André podpisali kontrakt o walkę na WrestleManii. Rywale spotkali się w ringu podczas dwudziestoosobowego Battle Royalu, 14 marca podczas odcinka Saturday Night’s Main Event. Starcie wygrał Hercules, lecz uwaga fanów skupiła się głównie na André eliminującym Hogana z walki. Podczas WrestleManii III André był w złym stanie zdrowotnym; ważył około 240 kg, co skutkowało dużym obciążeniem bolących kości i stawów olbrzyma. Jego strój wrestlerski ukrywał opatrunek po niedawno przebytej operacji kręgosłupa. Również specjalne platformy zawożące wrestlerów do ringu podczas trzeciej i czwartej WrestleManii zostały użyte ze względu na zdrowie André, tak aby olbrzym nie musiał cierpieć podczas długiej drogi do ringu. Ku uciesze ponad 93 tysięcy fanów zgromadzonych w Pontiac Silverdome na WrestleManii III, Hogan wygrał walkę wykonując na André swój finisher, running leg dropu, poprzedzony słynnym body slamem.
Po WrestleManii rywalizacja André i Hogana trwała dalej, pomimo pogarszającego się stanu zdrowia olbrzyma. Obydwaj stali się kapitanami własnych drużyn, mających stoczyć starcie tag-teamowe na pierwszym Survivor Series. Rywale bezpośrednio walczyli ze sobą zaledwie minutę, zanim Hogan został wyciągnięty z ringu przez członków drużyny giganta. Hogan został wyeliminowany ze starcia poprzez wyliczenie pozaringowe, André natomiast wygrał całą walkę, jako ostatniego eliminując Bam Bam Bigelowa. Po zakończeniu starcia Hogan wrócił do ringu, zaatakował André i wyrzucił go z ringu. Po wygranym przez Hogana pojedynku z Bundym w jednym z odcinków Saturday Night’s Main Event André zaatakował rywala od tyłu i zaczął go dusić do momentu, w którym Hogan niemal utracił przytomność. Od mistrza oddzielił go dopiero Hacksaw Jim Duggan, który uderzył olbrzyma drewnianą deską łamiąc ją na pół.
André rozpoczął współpracę z innym wrogiem Hogana, Tedem DiBiasem, który chciał przejąć należący do jego rywala WWF World Heavyweight Championship. Dołączenie się DiBiasego do rywalizacji spowodowało ogłoszenie walki rewanżowej między André, a Hoganem. Walka odbyła się 5 lutego 1988, w czasie transmitowanego na żywo odcinka The Main Event. André wygrał pojedynek i WWF World Heavyweight Championship dzięki pomocy sędziego. Wkrótce ujawniono, że pierwotnie wyznaczony sędzia spotkania, Dave Hebner, został zatrzymany na zapleczu, a jego miejsce zajął jego sobowtór (w rzeczywistości brat bliźniak) Earl Hebner. Kiedy André spróbował przypiąć Hogana, zamiennik doliczył do trzech, mimo iż łopatki mistrza oderwane były od ziemi.
Po wygranej André oddał swój pas mistrzowski DiBiasemu, wkrótce jednak transakcja została anulowana przez ówczesnego dyrektora WWF w kayfabe Jacka Tunneya, zaś sam tytuł został zawieszony. Na WrestleManii IV André i Hogan walczyli przeciwko sobie w ćwierćfinale turnieju o mistrzostwo. Ich starcie zakończyło się podwójną dyskwalifikacją. Trwająca ponad rok rywalizacja zakończyła się wygranym przez Hogana Steel Cage matchu 31 lipca 1988.
Na pierwszej gali z cyklu SummerSlam André i DiBiase (odtąd zapowiadani jako The Mega Bucks) zmierzyli się w starciu drużynowym z Hulkiem Hoganem i mistrzem WWF World Heavyweight „Macho Manem” Randym Savage’em (znanymi jako The Mega Powers), z Jessem „The Body” Venturą jako sędzią specjalnym. Podczas walki menedżerka Mega Powers, Miss Elizabeth, odwróciła uwagę rywali i Ventury, co pozwoliło Hoganowi przypiąć DiBiasego. Savage zmusił niechętnego Venturę do trzykrotnego uderzenia o matę. Prowadząc rywalizację z Mega Powers André wdał się w rywalizację z Jimem Dugganem, którą ostatecznie zwyciężył.

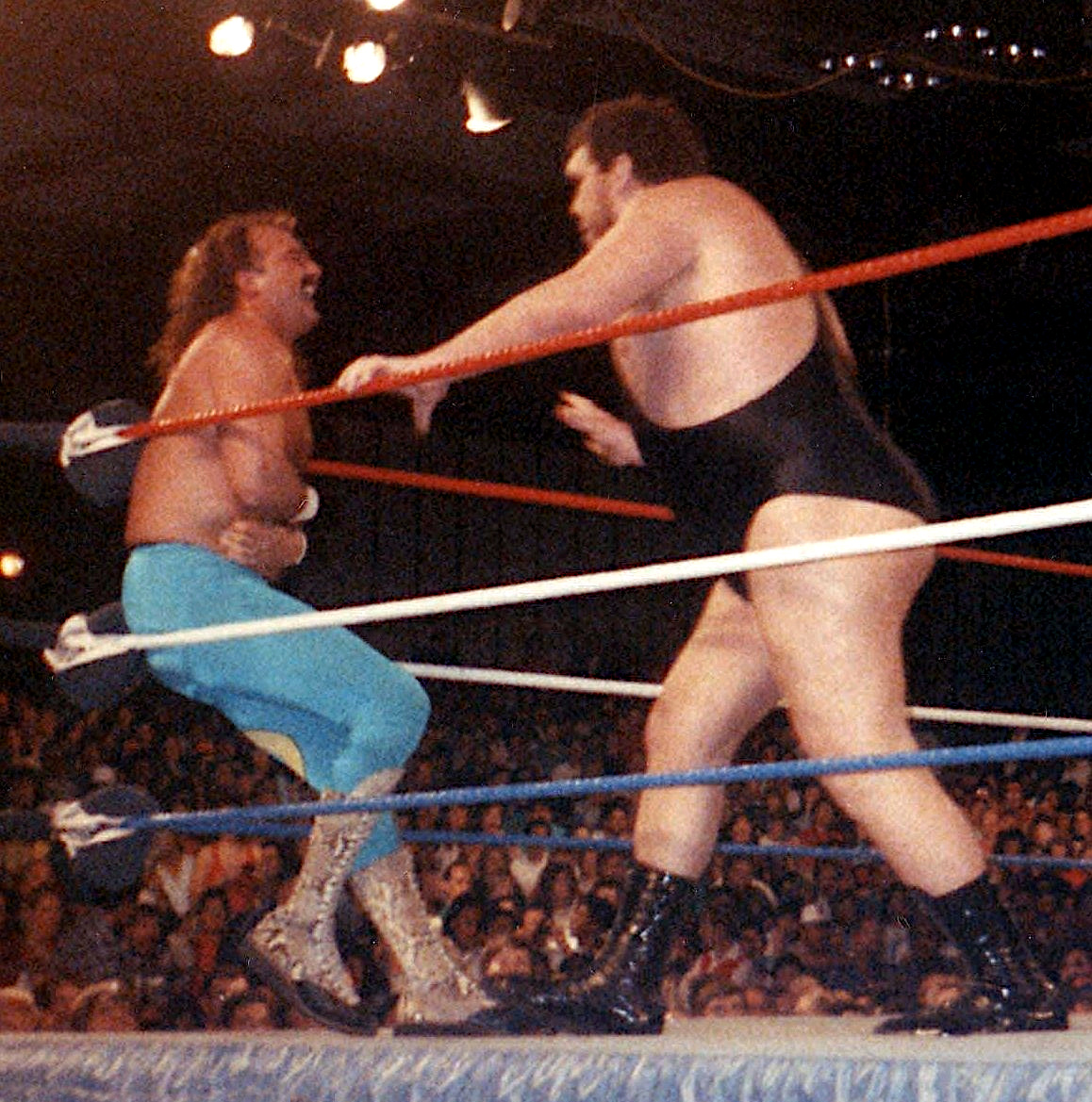
Rywalizacja André z Jakiem Robertsem opierała się na strachu olbrzyma przed wężami

Kolejnym rywalem André stał się Jake „The Snake” Roberts. W jednym z odcinków Saturday Night Main Event Roberts rzucił w stronę olbrzyma swojego węża, Damiena, ujawniając fobię André. Wskutek tego olbrzym doznał lekkiego ataku serca i postanowił zemścić się na Robertsie. W następnych tygodniach Roberts często pojawiał się z workiem w pobliżu ringu w czasie walk rywala, zmuszając André do ucieczki. Punktem kulminacyjnym ich rywalizacji była walka na WrestleManii V, którą dzięki dyskwalifikacji wygrał Jake Roberts.
W 1989, tuż po WrestleManii V, André wznowił rywalizację z powracającym Big Johnem Studdem, a w późniejszych miesiącach rywalizował też z mistrzem WWF Intercontinental The Ultimate Warriorem. Ich walki odbywały się głównie na house showach i nie były transmitowane w telewizji. Miały na celu wypromowanie Warriora na nową gwiazdę, toteż często kończyły się bardzo szybko (były tzw. squashami).

#### The Colossal Connection (1989–1990)
W późnym 1989 André połączył siły z innym członkiem The Heenan Family, Haku, tworząc z nim tag team The Colossal Connection. Nowa drużyna natychmiast postawiła sobie za cel zdobycie mistrzostwa drużynowego WWF World Tag Team Championship, będącego ówcześnie w posiadaniu tag teamu Demolition. 13 grudnia 1989 André i Haku zdobyli tytuły w walce z Demolition i przez następnych kilka miesięcy bronili ich, zazwyczaj przeciwko byłym mistrzom. Mistrzostwo utracili 1 kwietnia 1990 na WrestleManii VI w starciu przeciwko Demolition. Po walce, wściekły menedżer giganta Bobby Heenan obwinił André o przegraną, zaczął na niego krzyczeć, a nawet uderzył go w policzek. Rozjuszony olbrzym oddał Heenanowi, a także obronił się przed atakiem ze strony Haku. W związku z wciąż pogarszającym się zdrowiem André nie był w stanie walczyć na WrestleManii. W starciu walczył jedynie Haku, nie pozwalając gigantowi wejść do ringu.
André i Haku walczyli razem jeszcze raz 10 kwietnia na jednej z nietransmitowanych w telewizji gal WWF w stanie Hawaje. André został wyrzucony z ringu i The Colossal Connection przegrało walkę przez wyliczenie pozaringowe. André i Haku zaczęli ze sobą walczyć, co zakończyło działalność tag teamu. Ostatnią walkę dla WWF w roku 1990 André stoczył 13 kwietnia, w czasie wydarzenia organizowanego wspólnie przez WWF, All Japan Pro Wrestling oraz New Japan Pro-Wrestling. Połączył siły z Giant Babą i wspólnie pokonali Demolition.

#### Sporadyczne występy (1990–1992)
W 1990 wystąpił w krótkim segmencie z Lou Albano na gali organizacji Universal Wrestling Federation (segment wyemitowano w listopadzie). Na przełomie 1990 i 1991 WWF ogłosiło, że André weźmie udział w nadchodzącym Royal Rumble, ostatecznie jednak olbrzym nie pojawił się w ringu ze względu na kontuzję.
Pojawił się dopiero na WrestleManii VII, gdzie pomógł Big Boss Manowi w jego walce przeciwko Mr. Perfectowi. Do aktywnego udziału w walkach powrócił 26 kwietnia 1991, kiedy to wygrał sześcioosobowe starcie drużynowe u boku The Rockers. 10 maja wziął udział w Battle Royalu, ostatecznie wygranym przez Kerry’ego Von Ericha. Jego ostatnim ważniejszym wątkiem fabularnym w WWF były próby nawiązania współpracy z nim różnych menedżerów federacji. André odrzucał wszystkie oferty na różne, kompromitujące menedżerów, sposoby (w odpowiedzi na oferty olbrzym zgniótł dłoń Heenanowi, dał klapsa Sensational Sherri, zamknął Slicka w bagażniku samochodu, natomiast twarz Mr. Fuji wylądowała w cieście). W jednym z odcinków WWF Superstars Jimmy Hart ogłosił, że André zgodził się na współpracę z nim i Earthquakem. Zapytany o Harta olbrzym zaprzeczył słowom menedżera, co doprowadziło do ataku na nim ze strony Earthquake’a. Na SummerSlam olbrzym, podpierający się na kulach, wspomagał tag team The Bushwhackers w ich ostatecznie przegranej walce przeciwko The Natural Disasters (Typhoonowi i Earthquake). 9 października, na house show w Paryżu, wspierał The British Bulldoga w pojedynku z Earthquakem. Był to ostatni występ André dla World Wrestling Federation.

### All Japan Pro Wrestling i Universal Wrestling Association (1990–1992)
Po WrestleManii VI André występował głównie w japońskiej organizacji All Japan Pro Wrestling (AJPW) oraz meksykańskiej Universal Wrestling Association. W latach 1990–1992 kilka razy w roku wyjeżdżał w trasę wraz z AJPW, zazwyczaj walcząc u boku Giant Baby w starciach drużynowych. W 1992 roku odbył ostatnie tournee po Meksyku, w czasie którego walczył jedynie w sześcioosobowych starciach drużynowych. 4 grudnia 1992 stoczył ostatnią walkę dla AJPW; tuż po tym zakończył karierę wrestlera.

## Kariera aktora
Jako aktor Roussimoff zadebiutował we francuskim filmie Casse tête chinois pour le judoka z 1967 roku. W następnych latach pojawiał się w amerykańskich serialach telewizyjnych. Wystąpił w kilku filmach pod koniec trwania kariery wrestlera, m.in. w Conanie Niszczycielu czy amerykańskiej komedii Micki & Maude. Największą sławę przyniosła mu rola olbrzyma Fezzika w filmie Narzeczona dla księcia z 1987 roku. Jego ostatnim filmem było Jak kupić nową mamę, gdzie wystąpił w krótkiej roli giganta z cyrku; premiera filmu odbyła się rok po śmierci Roussimoffa.

### Filmografia
| Rok  | Tytuł                             | Rola           | Notka                                                                | Źródło |
| ---- | --------------------------------- | -------------- | -------------------------------------------------------------------- | ------ |
| 1967 | Casse tête chinois pour le judoka | Bokser         |                                                                      | [ 52 ] |
| 1976 | The Six Million Dollar Man        | Bigfoot        | Odcinki „The Secret of Bigfoot” oraz „The Secret of Bigfoot: Part 2” | [ 52 ] |
| 1980 | Les brillant                      | Monsieur Petit |                                                                      | [ 52 ] |
| 1981 | B.J. and the Bear                 | Manny Felcher  | Odcinek „Snow White and the Seven Lady Truckers”                     | [ 52 ] |
| 1982 | The Fall Guy                      | Killer Typhoon | Odcinek „Ladies on the Ropes”; niewymieniony w napisach              | [ 52 ] |
| 1983 | Największy amerykański bohater    | Potwór         | Odcinek „Heaven Is in Your Genes”                                    | [ 52 ] |
| 1984 | Conan Niszczyciel                 | Dagoth         | Niewymieniony w napisach                                             | [ 52 ] |
| 1984 | Micki & Maude                     | On sam         |                                                                      | [ 52 ] |
| 1985 | I Like To Hurt People             | On sam         |                                                                      | [ 52 ] |
| 1987 | Narzeczona dla księcia            | Fezzik         |                                                                      | [ 52 ] |
| 1991 | Zorro                             | Nestor Vargas  | Odcinek „Big Brother”                                                | [ 52 ] |
| 1994 | Jak kupić nową mamę               | Gigant z cyrku |                                                                      | [ 52 ] |

## Życie prywatne
Roussimoff miał córkę, Robin Christensen-Roussimoff, urodzoną w 1979 roku. Był też ojcem chrzestnym córek wrestlera Billa Eadiego, znanego głównie pod pseudonimem ringowym jako Ax, członka tag teamu Demolition.
W 1974 w Księdze rekordów Guinnessa pojawiła się wzmianka jakoby André był najlepiej zarabiającym wrestlerem w historii. Roussimoff zarabiał wówczas 400 000 dolarów amerykańskich rocznie.
Roussimoff nazywany był przez znajomych najwspanialszym pijaczyną. Według Mike’a Grahama oraz Dusty’ego Rhodesa, jednej nocy gigant wypił 156 puszek piwa (ponad 73 litry). W swojej autobiografii The Fabulous Moolah napisała, że André wypił kiedyś 127 piw w hotelowym barze, po czym utracił przytomność. Obsługa hotelu nie potrafiła go przenieść, toteż zmuszona była zostawić go w barze do czasu, aż się obudził. W książce o kulisach powstania Narzeczonej dla księcia Cary Elwes wspomniał, że pewnego razu wstawiony gigant upadł na przechodzącą obok osobę, przez co nowojorska policja nakazała jednemu z tajnych agentów pilnowanie pijanego Roussimoffa, aby nie zdarzały się podobne sytuacje.
André był jednym z właścicieli restauracji Le Pichet, znajdującej się w Montrealu w Kanadzie.
W 1989 Roussimoff został aresztowany przez szeryfa hrabstwa Linn w Iowie za rzekomy atak na operatora kamery lokalnej stacji telewizyjnej.

## Śmierć
Tuż przed śmiercią Roussimoff wybrał się do Paryża, by móc uczestniczyć w ceremonii pogrzebowej ojca. Zmarł we śnie, w nocy z 26 na 27 stycznia 1993. Przyczyną jego śmierci była niewydolność serca. Zgodnie z życzeniem zmarłego, jego ciało zostało skremowane, a prochy rozsypane na terenie jego rancza w Ellerbe w Karolinie Północnej.

## Inne media
Postać André pojawiła się w wielu grach komputerowych z serii WWE, poczynając od wydanej w 1989 roku gry WWF Superstars, gdzie wraz z postacią Teda DiBiasego przyjęła rolę bossa. André jako grywalna postać pojawił się w WWF No Mercy, WWE Day of Reckoning, Legends of Wrestling II WWE SmackDown! vs. Raw, WWE SmackDown! vs. Raw 2006, WWE Legends of WrestleMania, WWE All Stars, WWE 2K14, 15, 16, 17, 18 i 19.
25 stycznia 2005 WWE wydało film dokumentalny André The Giant na DVD, skupiający się na życiu i karierze André.
W 2009 wydano André the Giant: A Legendary Life – biografię Roussimoffa, napisaną przez Michaela Krugmana. Na podstawie życia wrestlera stworzono także dwie powieści graficzne: André the Giant: Life and Legend (2014), autorstwa Briana Browna, oraz André The Giant: Closer To Heaven (2015), napisaną przez Brandona Eastona i zilustrowaną przez Denisa Mendriego.
9 maja 2016 ogłoszono, że na podstawie powieści graficznej Eastona i Mendriego powstanie film biograficzny. 13 lutego 2017 HBO Sports, WWE oraz Bill Simmons ogłosili rozpoczęcie współpracy w celu nakręcenia filmu dokumentalnego o życiu giganta.

## Dziedzictwo

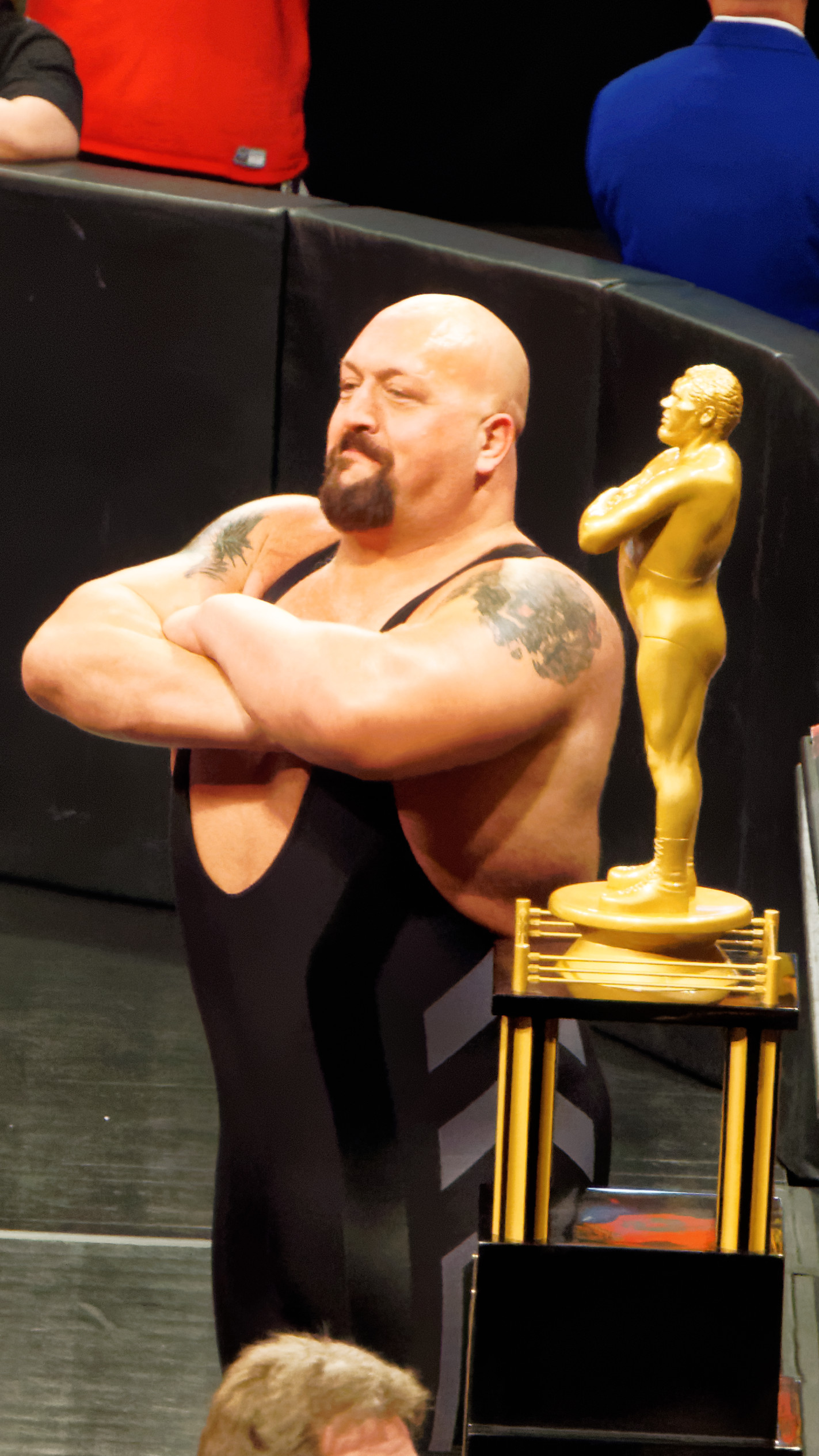
Big Show pozujący z trofeum André The Giant Memorial Battle Royal, zdobytym podczas WrestleManii 31

- W 1993 André the Giant stał się pierwszym wrestlerem wprowadzonym do WWE Hall of Fame[64].
- André był źródłem inspiracji do napisania scenariusza filmu Mój przyjaciel olbrzym z 1998 roku. Scenarzysta filmu Billy Crystal poznał go przy okazji kręcenia Narzeczonej dla księcia[65].
- Na początku swojej kariery Paul Wight, znany również jako Big Show, nazywany był synem André mimo braku pokrewieństwa[4]. Wight, podobnie jak André, cierpi na akromegalię.
- W 1999 André stał się omawianą postacią jednego z odcinków A&E Biography. Dokument porusza dzieciństwo, początki kariery, trudności związane z akromegalią oraz życie prywatne wrestlera[6].
- Akcja OBEY z początku polegała na rozpowszechnianiu naklejki z wizerunkiem André the Gianta[55].
- Jedna z postaci z serii gier Street Fighter – Hugo Andore – jest wzorowana na wizerunku olbrzyma[55].
- Począwszy od 2014, co roku na gali z cyklu WrestleMania odbywa się André the Giant Memorial Battle Royal – wieloosobowa walka, której zwycięzca otrzymuje specjalne trofeum. Na WrestleManii XXX trofeum wygrał Cesaro[66], a jego zdobywcami w kolejnych latach stali się Big Show[67], Baron Corbin[68] oraz Mojo Rawley[69].

## Mistrzostwa i osiągnięcia

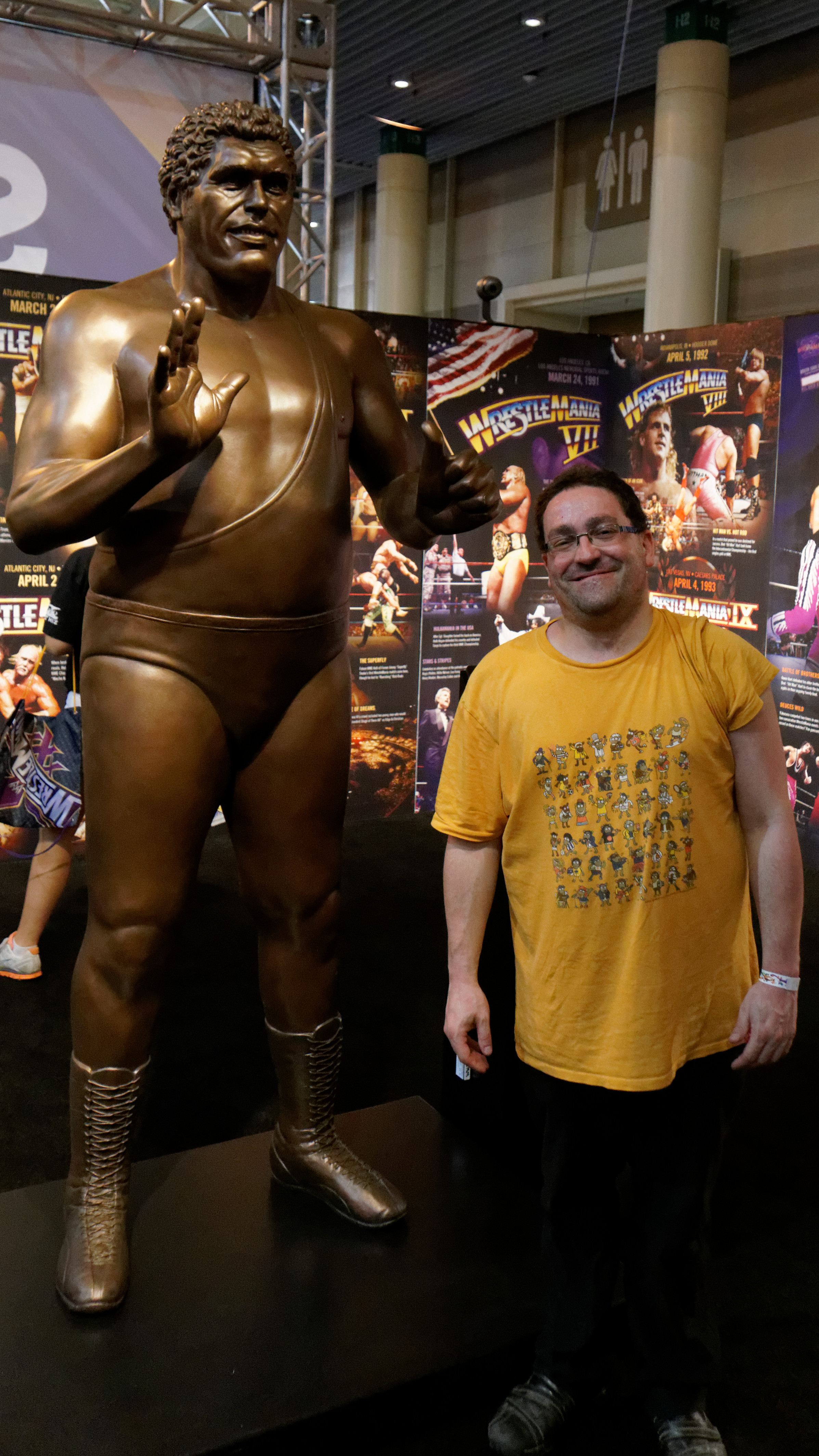
Brązowa statua André the Gianta odsłonięta na pierwszym konwencie WrestleMania Axxess w 2013

- Championship Wrestling from Florida
  - NWA Florida Tag Team Championship (1 raz) – z Dustym Rhodesem[70]

- International Pro Wrestling
  - IWA World Tag Team Championship (1 raz) – z Michaelem Nadorem[70]

- NWA Hollywood
  - Los Angeles Battle Royal (1975, 1980)[71]

- NWA San Francisco
  - Cow Palace Battle Royal (1977)[72]

- New Japan Pro-Wrestling
  - MSG League / International Wrestling Grand Prix (1982, 1985)[73]
  - MSG Tag League (1981) – z Rene Gouletem[73]
  - Sagawa Express Cup (1986)[73]

- NWA Tri-State
  - NWA United States Tag Team Championship (1 raz) – z Dustym Rhodesem[74]

- Professional Wrestling Hall of Fame and Museum
  - Wprowadzony w 2002[75]

- Pro Wrestling Illustrated
  - Najlepszy face (1977, 1982)[76]
  - Walka roku (1981, 1988) – z Killer Khanem 2 maja 1981[76] i z Hulkiem Hoganem w 1988[76]
  - Najlepszy heel (1988)[76]
  - Editor’s Award (1993)[76]
  - 3. miejsce w rankingu „PWI Years” w 2003[77]

- Stampede Wrestling
  - Stampede Wrestling Hall of Fame[78]

- World Championship Wrestling (Australia)
  - NWA Austra-Asian Tag Team Championship (1 raz) – z Ronem Millerem[70]

- World Wrestling Federation/WWE
  - WWF Tag Team Championship (1 raz) – z Haku[70]
  - WWF World Heavyweight Championship (1 raz)[70]
  - WWE Bronze Statue[79]
  - WWF Hall of Fame (1993)[64]

- Wrestling Observer Newsletter
  - Najlepszy feud (1981) – z Killer Khanem[80]
  - Najbardziej żenujący wrestler (1989)[80]
  - Najgorszy feud (1984) – z Big John Studdem w 1984[80] i The Ultimate Warriorem w 1989[80]
  - Najgorsza walka w wrestlingu (1987) – z Hulkiem Hoganem w 1987 na WrestleManii III[80] i z The Ultimate Warriorem 31 października 1989[80]
  - Najgorszy tag team (1990, 1991) – z Giantem Babą[80]
  - Najgorszy wrestler (1989, 1991, 1992)[80]
  - Wrestling Observer Newsletter Hall of Fame (1996)[81]